# Ballad Collection
Ballad Collection X Japan Ballad Collection Best è una raccolta di ballate degli X Japan. Il disco uscì nel 1997 per Polydor.

## Tracce
1. Forever Love - 8:38 -  (YOSHIKI - YOSHIKI)
2. Longing - 7:20 -  (YOSHIKI - YOSHIKI)
3. Endless Rain - 6:37 -  (YOSHIKI - YOSHIKI)
4. Crucify My Love - 4:35 -  (YOSHIKI - YOSHIKI)
5. Alive - 8:26 -  (YOSHIKI - YOSHIKI)
6. Say Anything - 8:46 -  (YOSHIKI - YOSHIKI)
7. Unfinished - 4:28 -  (YOSHIKI - YOSHIKI)
8. Tears - 7:12 -  (YOSHIKI - YOSHIKI)
9. Forever Love (Last Mix) - 8:31 -  (YOSHIKI - YOSHIKI)
10. The Last Song - 11:33 -  (YOSHIKI - YOSHIKI)